# Missão Pet
Missão Pet é uma série de televisão brasileira exibida pelos canais de televisão por assinatura National Geographic Channel e Nat Geo Wild que é apresentada pelo zootecnista Alexandre Rossi, sócio da Cão Cidadão, pioneira no adestramento de animais no Brasil. O programa estreou em 26 de junho de 2012, e atualmente está em sua terceira temporada.

## Episódios

### Resumo
| Temporada | Temporada | Episódios | Exibição original    | Exibição original  |
| Temporada | Temporada | Episódios | Estreia de temporada | Final de temporada |
| --------- | --------- | --------- | -------------------- | ------------------ |
|           | 1         | 13        | 26 de junho de 2012  | ?                  |
|           | 2         | 13        | 9 de março de 2013   | ?                  |
|           | 3         | 6         | 16 de agosto de 2014 | ?                  |